# Uvala Remac
Uvala Remac este o arie protejată (sit de importanță comunitară — SCI) din Croația întinsă pe o suprafață de 21,77 ha, integral marine.

## Localizare
Centrul sitului Uvala Remac este situat la coordonatele 45°04′02″N 14°09′13″E / 45.06721°N 14.153715°E.

## Înființare
Situl Uvala Remac a fost declarat sit de importanță comunitară în iulie 2013 pentru a proteja un număr necunoscut de specii din flora spontană și fauna sălbatică aflate în arealul zonei.

## Biodiversitate
Situată în ecoregiunea marină mediteraneană, aria protejată conține 1 habitat natural: Recifuri.
La baza desemnării sitului se află un număr nedeclarat de specii protejate.